# أنابيل علي
أنابيل علي (بالفرنسية: Annabelle Ali) هي مصارعة الهواة كاميرونية، ولدت في 4 مارس 1985 في غاروا في الكاميرون.

## وصلات خارجية
- أنابيل علي على موقع قاعدة بيانات المصارعة الدولية (الإنجليزية)
- أنابيل علي على موقع اللجنة الأولمبية الدولية (الإنجليزية)
- أنابيل علي على موقع اللجنة الأولمبية الدولية (الإنجليزية)
- أنابيل علي على موقع أوليمبيديا (الإنجليزية)
- أنابيل علي على موقع اتحاد ألعاب الكومنولث (مؤرشف) (الإنجليزية)
- أنابيل علي على موقع اتحاد ألعاب الكومنولث (مؤرشف) (الإنجليزية)